# Staberoha
Staberoha é um género botânico pertencente à família Restionaceae.

## Espécies
O género Staberoha inclui 15 espécies descritas, das quais nove se encontram aceites:
- Staberoha aemula (Kunth) Pillans, Trans. Roy. Soc. South Africa 16: 386 (1928).
- Staberoha banksii Pillans, Trans. Roy. Soc. South Africa 16: 385 (1928).
- Staberoha cernua (L.f.) T.Durand & Schinz, Consp. Fl. Afric. 5: 520 (1894).
- Staberoha distachyos (Rottb.) Kunth, Enum. Pl. 3: 444 (1841).
- Staberoha multispicula Pillans, J. S. African Bot. 18: 117 (1952).
- Staberoha ornata Esterh., Bothalia 15: 396 (1985).
- Staberoha remota Pillans, Trans. Roy. Soc. South Africa 29: 351 (1942).
- Staberoha stokoei Pillans, J. S. African Bot. 18: 118 (1952).
- Staberoha vaginata (Thunb.) Pillans, Trans. Roy. Soc. South Africa 16: 384 (1928).